# رونالد گیر
رونالد گیر (به انگلیسی: Ronald Giere)، (زاده ۱۹۳۸ - درگذشته ۲۰۲۰) فیلسوف علم آمریکایی بود که استاد بازنشسته فلسفه در دانشگاه مینه‌سوتا بود. او عضو انجمن پیشبرد علوم آمریکا، عضو قدیمی هیئت تحریریه مجله فلسفه علم و رئیس سابق انجمن فلسفه علم بود. تحقیقات او بر گزارش‌های مبتنی بر عامل از مدل‌ها و بازنمایی علمی، و بر پیوندهای بین طبیعت‌گرایی و سکولاریسم متمرکز بود.

## کار فلسفی
گیر در کتاب خود، دیدگاه‌گرایی علمی، نسخه‌ای از واقع‌گرایی چشم‌اندازی را توسعه داد که در آن استدلال کرد که توصیف‌های علمی تا حدودی شبیه رنگ‌ها هستند، زیرا آنها فقط جنبه‌های منتخبی از واقعیت را در بر می‌گیرند، و آن جنبه‌ها تکه‌هایی از جهان نیستند که در خود دیده می‌شوند. اما بخش‌هایی از جهان از منظر انسانی متمایز دیده می‌شود. علاوه بر مثال رنگ، گیر دیدگاه‌گرایی خود را با توسل به نقشه‌ها و کارهای قبلی و تأثیرگذار خود بر روی مدل‌های علمی بیان می‌کند. نقشه‌ها جهان را نشان می‌دهند، اما بازنمایی‌هایی که ارائه می‌کنند متعارف هستند، تحت تأثیر علاقه قرار می‌گیرند و هرگز کاملاً دقیق یا کامل نیستند. به‌طور مشابه، مدل‌های علمی ساختارهای ایده‌آلی هستند که جهان را از دیدگاه‌های خاص نشان می‌دهند. به عقیده گیر، آنچه برای رنگ‌ها، نقشه‌ها و مدل‌ها صدق می‌کند، به‌طور کلی این است که: علم، چشم‌اندازی از رنگ‌ها، نقشه‌ها و مدل‌ها است.

## آثار
گیر علاوه بر مقالات بسیاری در زمینه فلسفه علم، مؤلف کتاب‌های زیر نیز بوده‌است:
- درک استدلال علمی (۱۹۷۹؛ ویرایش پنجم، تامسون/وادزورث، ۲۰۰۶)
- تبیین علم: یک رویکرد شناختی (انتشارات دانشگاه شیکاگو، ۱۹۸۸)
- علم بدون قوانین (انتشارات دانشگاه شیکاگو، ۱۹۹۹)
- دیدگاه‌گرایی علمی (انتشارات دانشگاه شیکاگو، ۲۰۰۶)

او همچنین چندین جلد مقاله در فلسفه علم ویرایش کرد، از جمله مدل‌های شناختی علم (انتشارات دانشگاه مینه‌سوتا، ۱۹۹۲) و ریشه‌های تجربه‌گرایی منطقی (انتشارات دانشگاه مینه‌سوتا، ۱۹۹۶).